# Catifa de flors (Brussel·les)

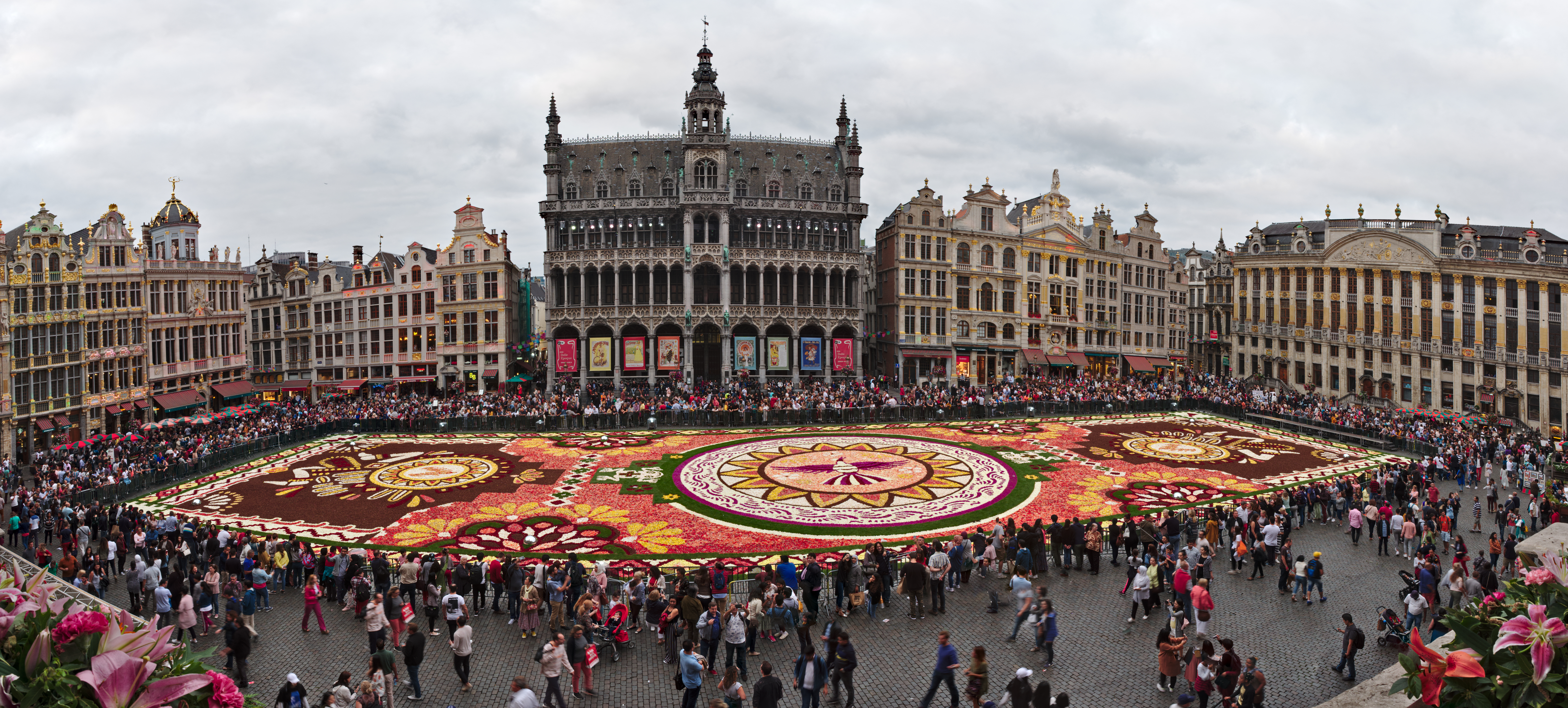
Catifa de flors 2018

La catifa de flors és una catifa creada a Brussel·les que té lloc a la “Grand Place” de Brussel·les i es fa cada dos anys. Per la seva elaboració s'utilitzen 700.000 begònies perquè són molt resistents a tots els climes. La catifa mesura uns 70 x 24 metres amb una superfície de 1.680 metres quadrats i dura uns quatre dies. Qui va inventar aquest tapís va ser Etienne Stautemas que era un arquitecte paisatgista nascut l’any 1927. Va ser l’any 1971 quan es va instal·lar la catifa de flors a la “Grand Place” de Brussel·les. L’any 2022 ha sigut el cinquantè aniversari de la catifa i s'ha interpretat el disseny de 1971.

## Història
Etienne Stautemas va néixer a Zottegem l’any 1927. Es va graduar a l’escola d’horticultura de Gant. Va començar a crear catifes de flors a principis dels anys 1950. El seu equip i el dissenyador Mark Schautteet van crear més de cent vuitanta catifes a Gant, Luxemburg, París, Londres, Amsterdam, Viena, Buenos Aires, etc. On la catifa ha sigut més popular és a la “Grand Place” de Brussel·les. Marc Schautteet va començar a treballar per Etienne Stautemas als anys 1970 i van produir vàries catifes de flors. Quan Etienne Stautemas va morir l’any 1998, Schautteet va decidir seguir amb el treball per promoure les begònies com a producte d’exportació, utilitzant les catifes de flors.

## Inauguració
La primera catifa de flors es va inaugurar l’any 1971. Etienne Stautemas va complir el somni de crear una catifa a la Grand Place. La primera edició va tenir tant d’èxit que es va repetir anys més tard. Més endavant es va crear la tradició de fer el tapís cada dos anys i els anys parells.
A les deu de la nit del dia de la inauguració es fa un espectacle de llums i es va repetint durant tots els dies que dura aquest esdeveniment. El tapís s'instal·la a la “Grand Place” en quatre hores i es necessiten uns cent jardiners per col·locar les begònies. Aproximadament es fan servir unes tres-centes flors per cada metre quadrat.
Va ser a partir de l’any 1986 quan aquest esdeveniment es va començar a celebrar cada dos anys.

## Tipus de flors
Bèlgica és un dels majors productors mundials de begònies. Per fer el tapís s'utilitzen unes 700.000 begònies que són molt resistents a tots els climes i tenen molts colors diferents. Aquestes flors es cultiven a Gant a principis de l’estiu.

## Dissenys de les catifes
L’associació “Tapís de Fleurs” és un equip de dissenyadors i arquitectes paisatgistes que dibuixen el disseny dies previs a la inauguració de la catifa. Aquesta associació es va crear per iniciativa de la ciutat de Brussel·les i il·lustra un tema diferent per cada edició. Una vegada el tema ja s'ha dissenyat, es calcula el nombre de flors necessàries i es creen les combinacions de colors. Dies abans de la inauguració es col·loca un dibuix a mida real per tenir una referència.

### Temes de la catifa cada dos anys
Durant els anys hi ha hagut diversos temes. Alguns d’aquests temes són: el cinquantè aniversari de l'alliberació de Brussel·les (1994), França (2008), la Unió Europea (2010), Àfrica (2012).

### Últims cinc anys de inauguració
El 2014 es va fer un homenatge al cinquantè aniversari dels immigrants turcs a Bèlgica. Es van fer servir uns 1.800 metres quadrats de begònies. A la una del migdia es van començar a afegir les flors a la “Grand Place”.
El 2016 es va celebrar el vintè aniversari de la catifa. El tema es va inspirar en el Japó. Es va voler celebrar els cent cinquanta anys de l'amistat entre Bèlgica i el Japó. Es van utilitzar 1.800 metres quadrats de begònies. A les cinc del matí els voluntaris van començar a crear la catifa amb les flors. A les vuit la gent va poder veure el procés de creació. Finalment a les deu de la nit es va fer la cerimònia de la inauguració de la catifa.
El 2018 el tema es va inspirar en Mèxic. La catifa es va construir el 16 d’agost a les cinc del matí fins a les dotze del migdia. Es va inaugurar oficialment el mateix dia a les deu de la nit. En el centre del tapís hi havia un ocell que habitualment es troba a Otomà. L’ocell estava envoltat de flors per representar la gran riquesa natural de plantes i fauna de Mèxic.
El 2020 no es va fer la catifa a causa de la pandèmia del coronavirus.
El 2022 es va fer el cinquantè aniversari de la primera creació de la catifa l’any 1971. Es va fer una reproducció de la catifa que tenia com a títol “Arabesques”.